# Метростроителей (станция метро, Днепр)
«Метростроителей» (укр. Метробудівників) — станция Центрально-Заводской линии Днепровского метрополитена. Расположена между станциями «Металлургов» и «Вокзальная».
Станция открыта 29 декабря 1995 года в составе первого пускового участка «Покровская» — «Вокзальная». Станция глубокого заложения, односводчатая.
Станция имеет три выхода (все три на проспект Сергея Нигояна). У одного из выходов находится Государственный областной украинский дом (ДК им. Ильича). В квартале от ДК им. Ильича находится Днепропетровский органный зал.

Цвет свода - красный

## Проектные названия
Ещё на стадии строительства, рассматривались разные варианты названия станции.
Предлагались такие названия как:
«Чечелевская» (или «Чечеловская») — из-за её расположения, в районе бывшего рабочего поселка Чечелевка;
«Баррикадная» (или «Краснобарикадная») — из-за событий осени 1905 г.,во время Революции 1905—1907 годов в России. Когда на углу проспекта Калинина и улицы Орловской, антиправительственные митинги и демонстрации, переросли в баррикадные бои восставшего населения с полицией и частями Феодосийского, Симферопольского и 278-го Бердянского полков;
Самой главной стала баррикада на перекрестке Орловской улицы и 1-й Чечелевки, которую рабочие ласково назвали «баррикадой-матерью». На самом верху её гордо развивалось Красное знамя.
«Дворец культуры имени Ильича» (или «Дворец Ильича»). — из-за того, что у одного из выходов со станции находится Дом культуры им. Ильича.
«Калининская» — из-за того, что станция имеет все три выхода на проспект Калинина (ныне проспект Сергея Нигояна).
Однако станцию назвали «Метростроителей». Предположительно, это связано с аварией произошедшей в 1986 году при строительстве перегонных тоннелей в районе этой станции, благодаря мужеству метростроевцев это не привело к трагедии. Кроме того, недалеко от станции расположена база «Метростроя».

## Галерея

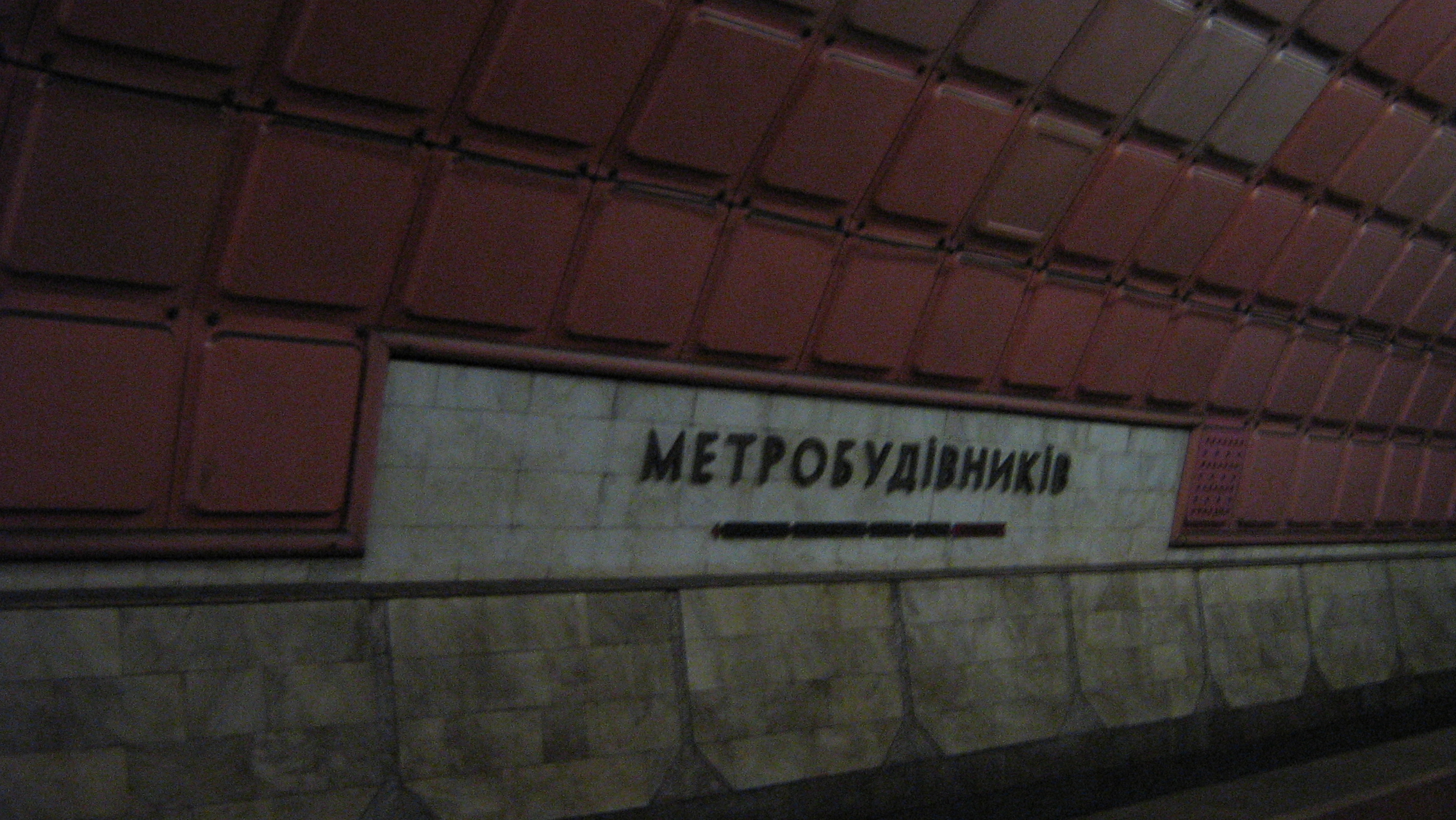
Путевая стена